# Эль-Мадхатия
Эль-Мадхатия (араб. المدحتية‎) — город в центральной части Ирака, расположенный на территории мухафазы Бабиль.

## Географическое положение
Город находится в южной части мухафазы, в междуречье Тигра и Евфрата, на высоте 19 метров над уровнем моря.

Эль-Мадхатия расположена на расстоянии приблизительно 23 километров к востоку-юго-востоку (ESE) от Хиллы, административного центра провинции и на расстоянии 94 километров к юго-юго-востоку (SSE) от Багдада, столицы страны.

## Население
По данным последней официальной переписи 1965 года, население составляло 6 455 человек.
Динамика численности населения города по годам:
| 1965  | 2012   |
| ----- | ------ |
| 6 455 | 37 351 |

В национальном составе преобладают арабы, в конфессиональном — мусульмане-шииты (двунадесятники).